# Michal Wondreys
Michal Wondreys aka MIW[zdroj?] je český televizní producent, produkční, moderátor, scenárista a režisér. 
Podílel se na úspěšném sitcomu televize Nova Comeback (2007 a 2011) V lednu 2011 ho angažoval výkonný ředitel ČT1 Radan Dolejš jako šéfdramaturga této stanice, v květnu téhož roku však Wondreys funkci opustil. V roce 2013 připravil pro Novu zábavný pořad se skrytou kamerou Sígři ve výslužbě. Podílel se také na seriálu z prostředí jihomoravských vinic Vinaři, který na podzim 2014 vysílala Prima Family.
Kromě televizních projektů a selfpromotion kampaní (Česká televize, TV Nova, FTV Prima, Óčko) spolupracuje s Cirk La Putyka a dalšími kulturními subjekty.